# Sophie Wilson

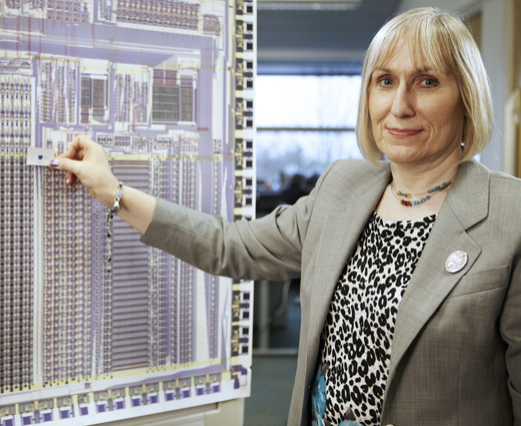
Sophie Wilson

Sophie Mary Wilson CBE (* 1957 in Leeds, England als Roger Wilson) ist eine britische Informatikerin und Computer-Architektin. Sie ist bekannt für ihre Beteiligung an der Entwicklung des BBC-Micro-Computers und ARM-RISC-Prozessors bei Acorn in den 1980er-Jahren.

## Leben
Wilson studierte ab 1975 Informatik an der Universität Cambridge. Noch als Studentin entwickelte sie 1977 eine Maschine für automatische Viehfütterung (für eine Firma in Harrogate) und 1978 einen 8-Bit-Mikrocomputer (Acorn-System-1), der auf den Heimmarkt abzielte und ab 1979 von Acorn produziert wurde.
Sie arbeitete danach bei Acorn (gegründet von ihrem Lehrer in Cambridge, dem Österreicher Hermann Hauser), wo sie mit Steve Furber in weniger als einer Woche den Prototyp für den BBC-Microcomputer entwarf, ein in Großbritannien sehr erfolgreiches Computerprojekt im Rahmen einer Fernsehserie der BBC. Wilson schrieb auch das Betriebssystem und den BASIC-Interpreter des BBC-Micro. Der Rechner wurde über eine Million Mal verkauft und in vielen Schulen in Großbritannien verwendet.
Mit Furber entwarf Wilson danach den ARM-32-Bit-RISC-Prozessor (1985), der ebenfalls ein enormer Erfolg wurde. Der Befehlssatz wurde von ihr entworfen. Er wurde nicht nur 1986 im BBC Micro als Co-Prozessor benutzt, sondern auch im Heimcomputer Archimedes von Acorn (1987) und im PDA Newton von Apple (1993). Auf dieser Architektur beruhende Mikroprozessoren finden sich heute in zahlreichen Geräten der Unterhaltungselektronik und in Mobiltelefonen, Tablets, Notebooks und PCs.
Wilson entwarf auch die Videoarchitektur (einschließlich Codecs und Erweiterung des Betriebssystems für Video) für Computer von Acorn, den Acorn Replay. In den 1990er Jahren blieb sie Beraterin für ARM Ltd., die sich von Acorn abspalteten, und arbeitete für das 1990 gegründete Eidos Interactive, einen Hersteller von Videospielen. Später arbeitete sie für Broadcom, wo sie die Chefarchitektin des Firepath-Prozessors war.
2012 wurde Wilson wie auch ihr ehemaliger Kollege Steve Furber Fellow des Computer History Museum. 2013 wurde sie Mitglied der Royal Society. Für 2022 wurde Wilson der Charles-Stark-Draper-Preis zugesprochen, für 2024 der IEEE Masaru Ibuka Consumer Electronics Award.
Sie hatte 2009 einen Cameo-Auftritt (als Pub-Wirtin) im BBC-Fernsehfilm Micro Men, der die Geschichte der frühen britischen Heimcomputer zum Thema hatte.
Wilson ist Transgender und lebt nahe Cambridge (Lode, Cambridgeshire).